# Распределённая база данных
Распределённая ба́за да́нных (англ. distributed database, DDB) — база данных, составные части которой размещаются в различных узлах компьютерной сети в соответствии с каким-либо критерием.

## Общие сведения
Распределённая база данных, называемая иногда распределенная/параллельная база данных или в английской аббревиатуре, DDB — это именно единая база данных, а не произвольный набор файлов, индивидуально хранимых на разных узлах сети и являющейся распределенной файловой системой. Данные представляют собой DDB, только если они связаны в соответствии с некоторым структурным формализмом, реляционной моделью, а доступ к ним обеспечивается единым высокоуровневым интерфейсом.
Распределённые базы могут иметь разный уровень реплицированности — от полного отсутствия дублирования информации, до полного дублирования всей информации во всех распределённых копиях (например, блокчейн).

## Технология прозрачности
Распределение (включая фрагментацию и репликацию) базы данных по множеству узлов невидимо для пользователей. Это свойство называется прозрачностью, а технология распределения и реплицирования данных по множеству компьютеров, связанных сетью, является основополагающей для реализации концепции независимости данных от среды хранения. Это обеспечивается за счёт нескольких видов прозрачности:
- прозрачность сети, а следовательно, прозрачность распределения
- прозрачность репликации
- прозрачность фрагментации
- прозрачность доступа, означающая, что пользователи имеют дело с единым логическим образом базы данных и осуществляют доступ к распределенным данным точно так же, как если бы они хранились централизованно.

В идеале полная прозрачность подразумевает наличие языка запросов к распределённой СУБД, не отличающегося от языка для централизованной СУБД.